# Muldebrücke Bad Düben

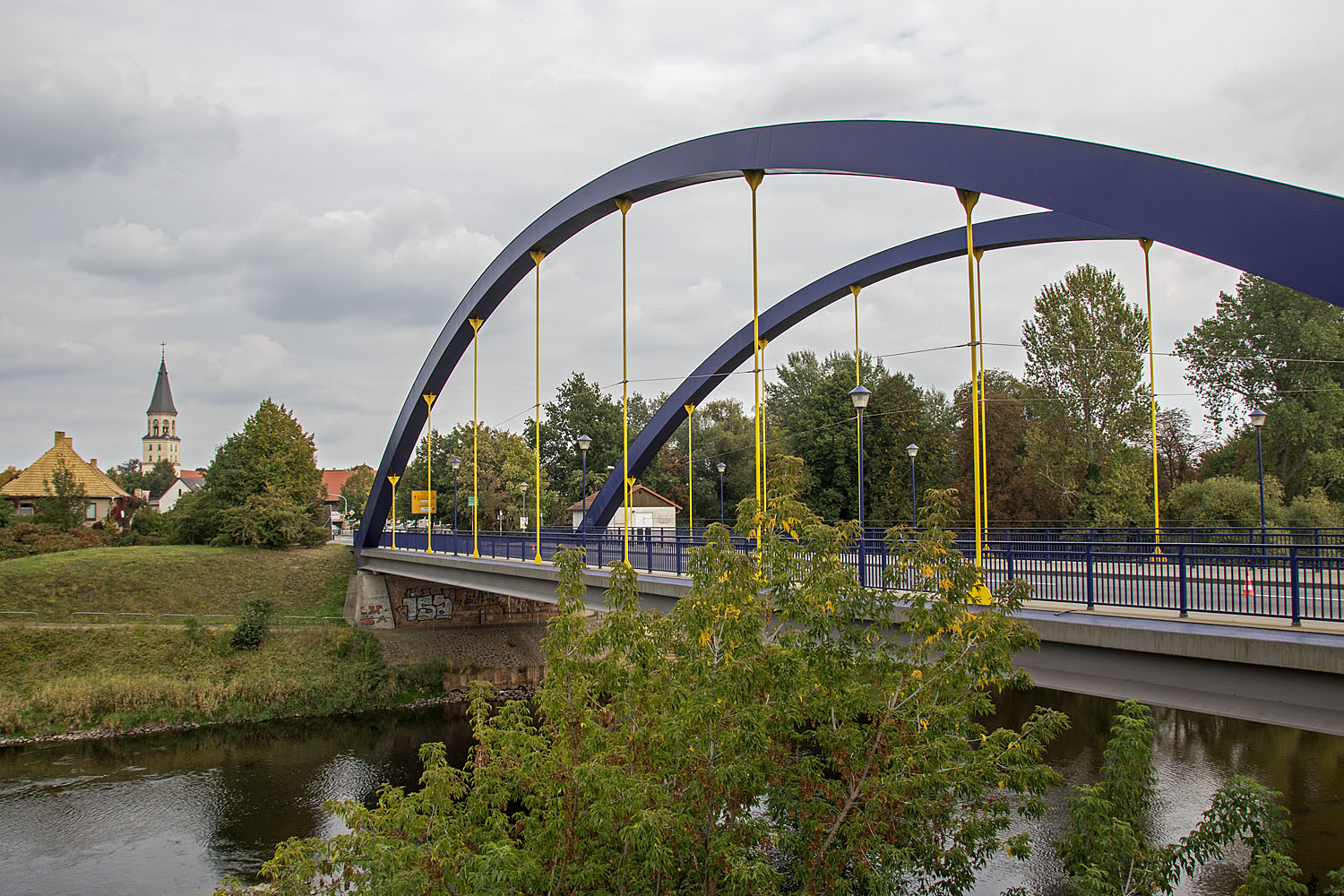
Muldebrücke Bad Düben

Die Muldebrücke Bad Düben ist eine 1226 erstmals erwähnte Brücke über die Vereinigte Mulde am westlichen Stadtrand von Bad Düben.

## Geschichte

### Frühere Brücken (1226 bis 1959)

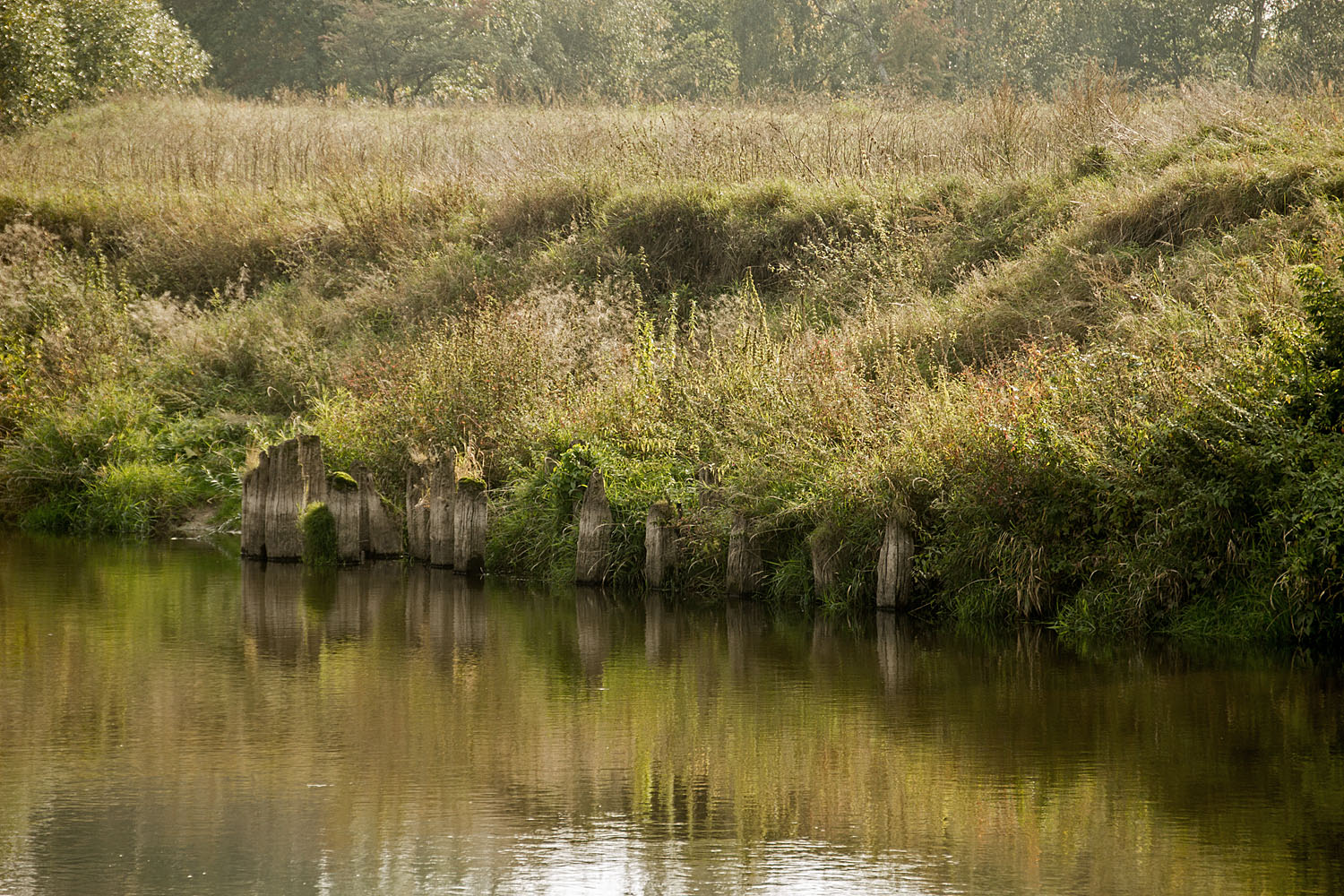
Holzpfähle einer früheren Brücke

Die erste urkundliche Erwähnung einer Brücke über die Mulde war 1226. Sie befand sich flussaufwärts des jetzigen Standortes. Im Jahr 1631 überschritten Gustav II. Adolf von Schweden und seine sächsischen Verbündeten die Brücke mit 38.000 Mann. Im Jahr 1670 wurde die Brücke in Richtung Burg Düben verlagert und diente als bedeutende Flussüberquerung der alten Handels- und Heerstraße. In den Kriegswirren vor der Völkerschlacht bei Leipzig im Jahr 1813 wurde die Brücke mehrmals zerstört und wieder aufgebaut. Nachdem Napoleon I. vom 10. Oktober 1813 bis 14. Oktober 1813 sein Hauptquartier auf der Burg Düben eingerichtet hatte, zog er mit 150.000 Soldaten nach Leipzig in die bekannte Völkerschlacht bei Leipzig. In den Jahren 1876 und 1877 wurde die Holzbrücke durch eine stählerne Zwei-Halbbogen-Konstruktion ersetzt. Zum Ende des Zweiten Weltkrieges wurde die Brücke im April 1945 durch die Wehrmacht gesprengt und im Herbst 1945 eine hölzerne Behelfsbrücke fertiggestellt. Holzpfähle der früheren Holzbrücken stehen noch heute am Ufer der Mulde. Sie befinden sich zum einen circa 12 Meter flussabwärts am linken Muldeufer und eine größere Menge an Holzpfählen circa 45 Meter flussaufwärts, ebenfalls am linken Ufer der Mulde.

### Brücke des Friedens (1959 bis 1995)

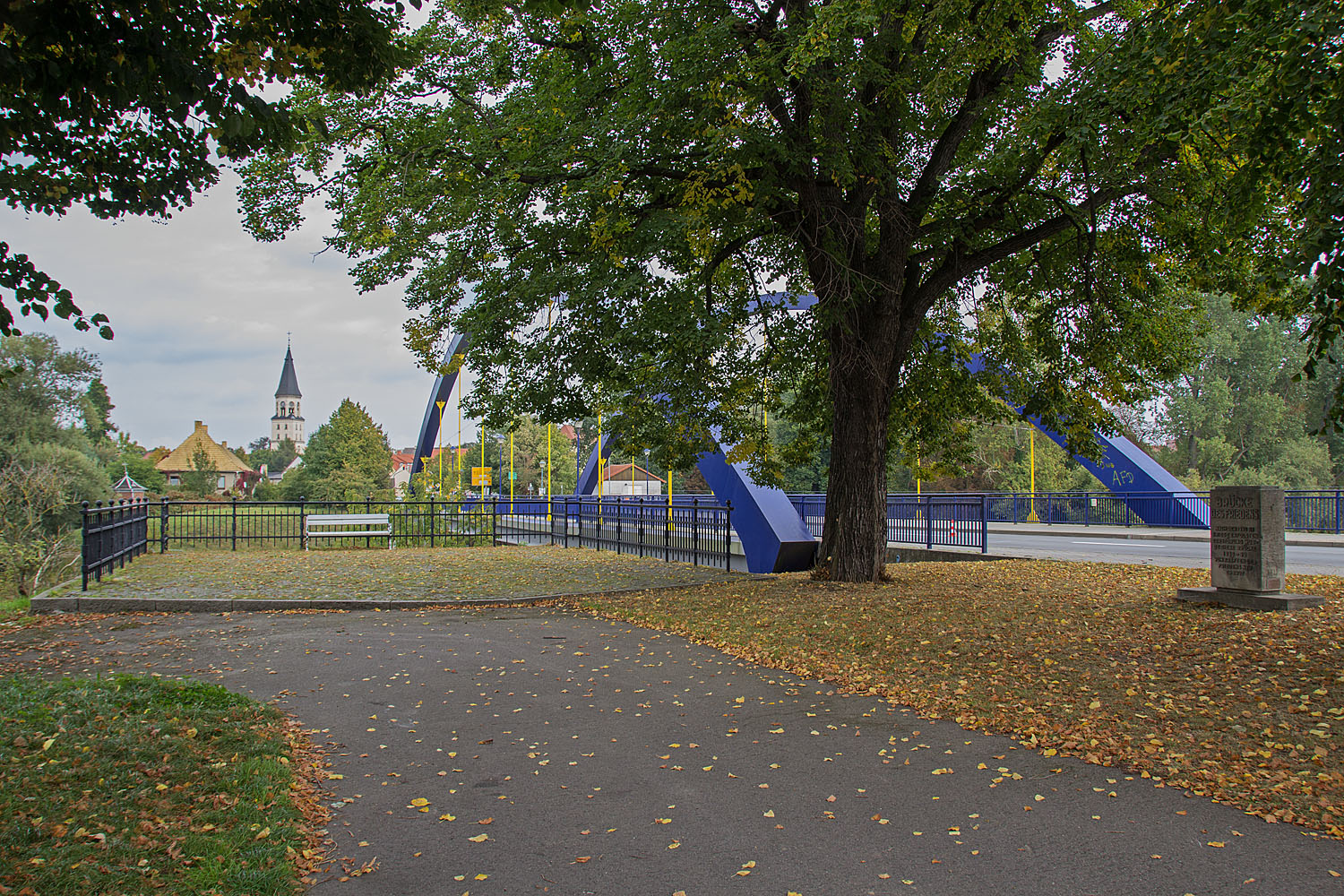
Alter Brückenkopf der "Brücke des Friedens"

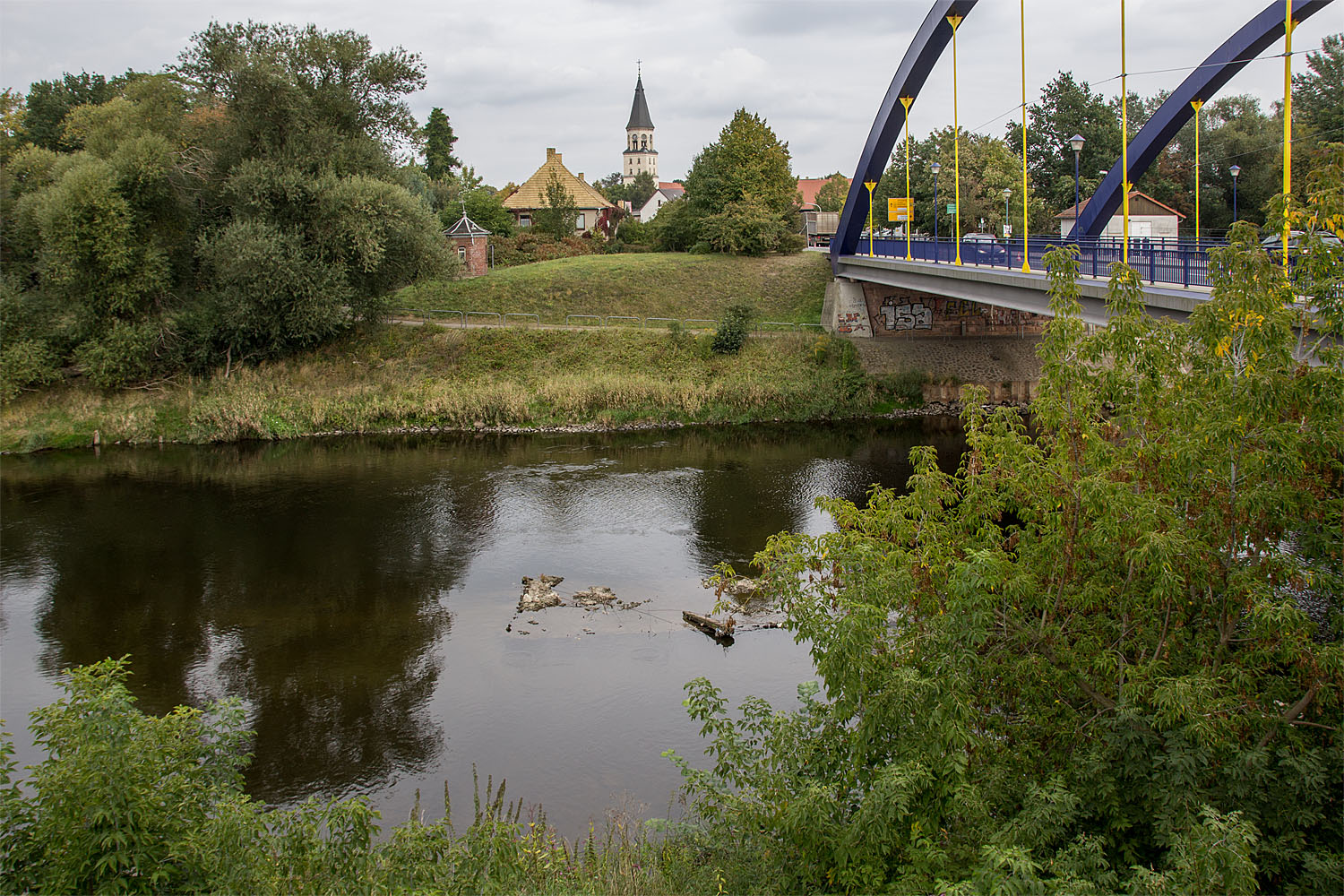
Stützpfeiler der 1945 gesprengten stählernen Zwei-Halbbogen-Brücke

Die hölzerne Behelfsbrücke vom Kriegsende wurde durch eine in den Jahren 1957 bis 1959 errichtete freitragende Stahlbetonbrücke, welche Brücke des Friedens genannt wurde, ersetzt. Noch heute erinnert daran der damals geschaffene Gedenkstein neben der Brücke.
Der alte Brückenpfeiler am westlichen Ufer dient heute als Aussichtsplattform mit Blick auf die Mulde, Stadt und Burg Düben. Bei niedrigem Wasserstand ist in der Mulde noch ein Teil des alten Brückenpfeilers erkennbar.
Zu Fotografien der Brücke des Friedens siehe unter Weblinks.

### Muldebrücke (seit 1995)

#### Muldebrücke
Am 8. Juni 1994 erfolgte der erste Rammschlag für die neue Muldebrücke. Verkehrsbedingt wurde in den Jahren 1994 und 1995 neben der bestehenden Brücke die jetzt bestehende Muldebrücke mit Flutbrücke gebaut. Auf der Rückseite des Gedenksteines an die Brücke des Friedens wurde auch für die 1995 fertiggestellte Brücke eine Erinnerung geschaffen.
Im Jahr 2002 überstand die Brücke das Jahrhunderthochwasser mit einem Pegelstand von 8,70 Metern unbeschadet, obwohl unter der Brücke nur noch wenige Zentimeter Luft war (siehe Foto unter Weblinks).

##### Technische Daten

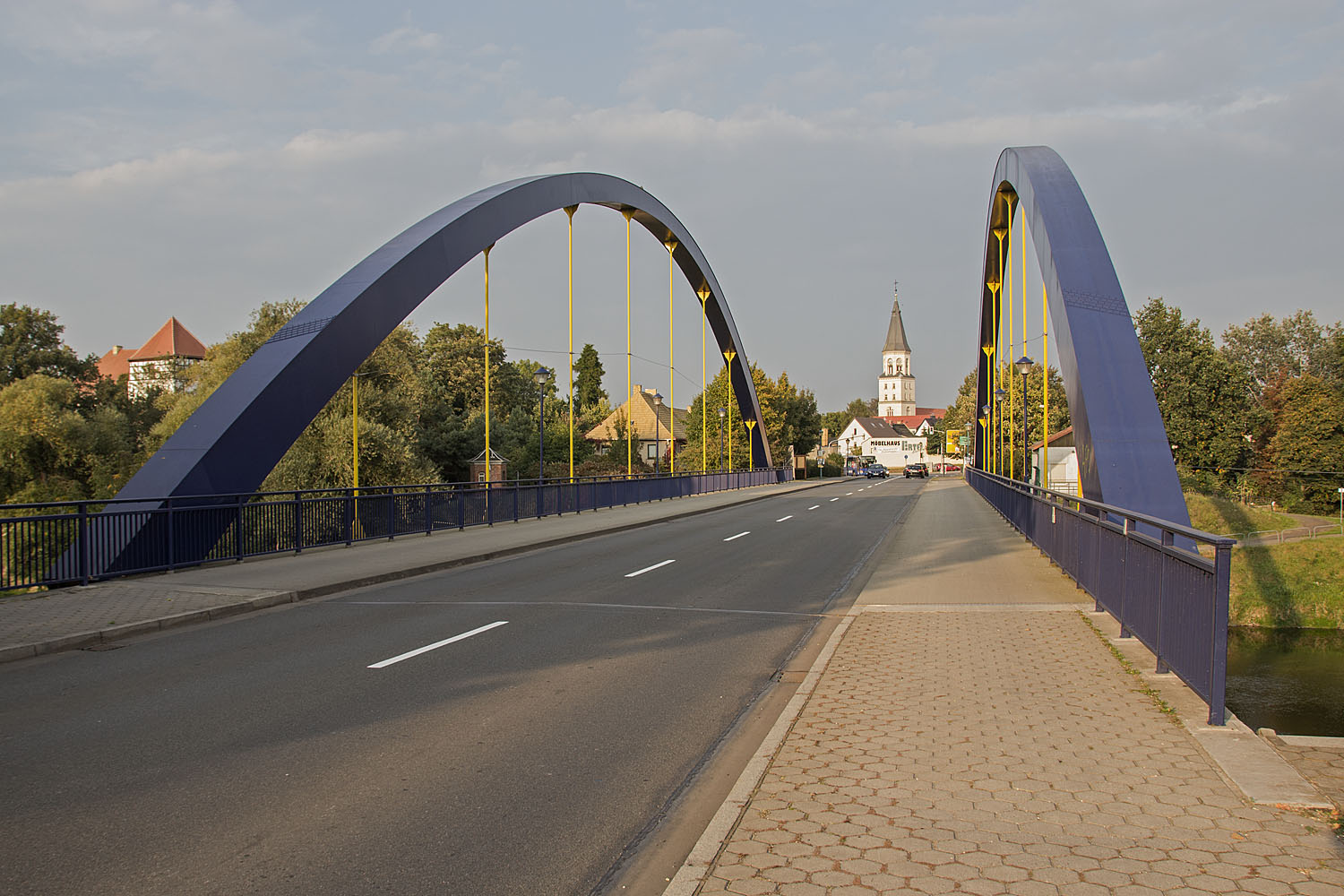
Ortseingang aus Richtung Leipzig

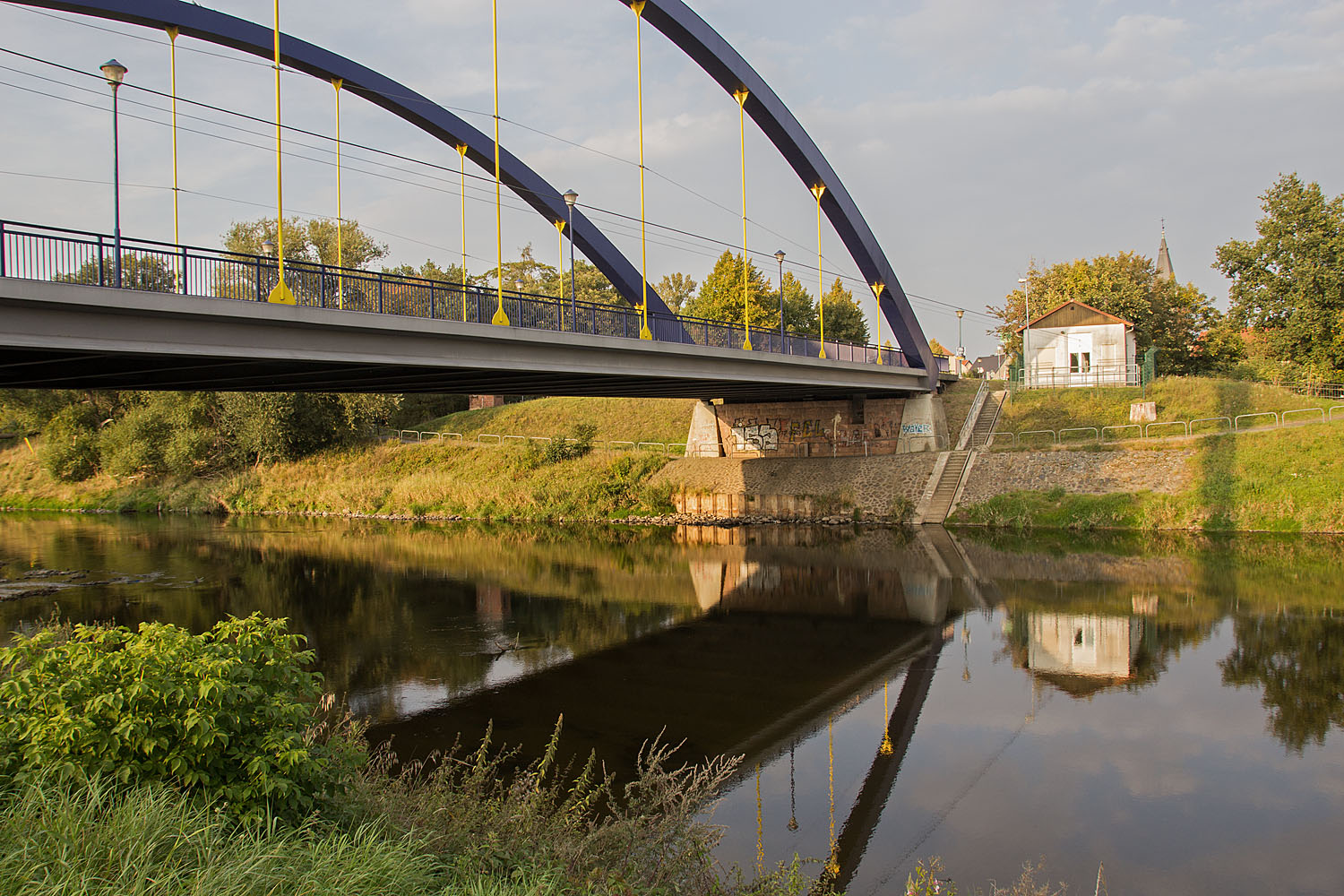
Muldebrücke mit Messstation für den Muldepegel

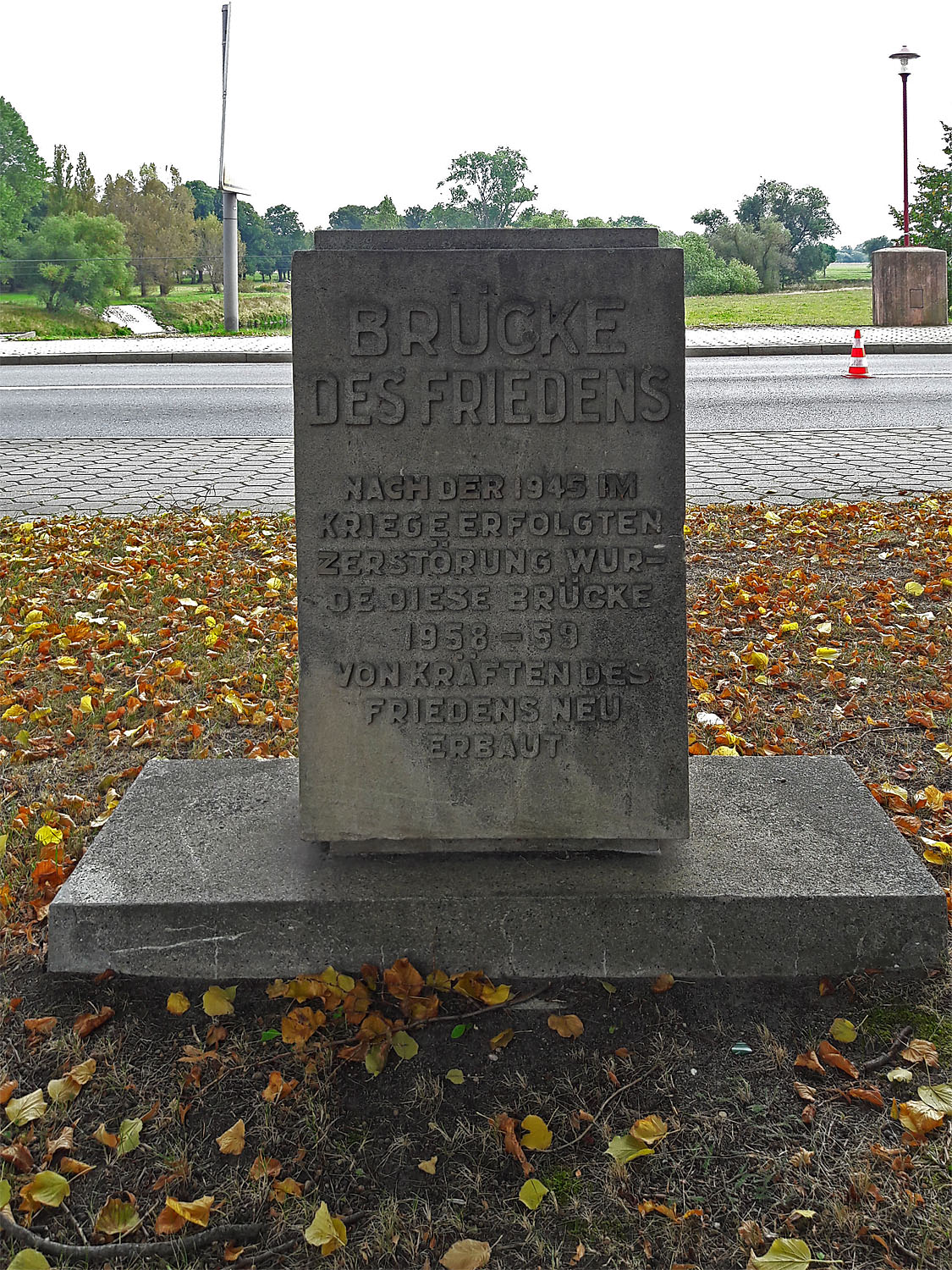
Gedenkstein „Brücke des Friedens“

| Baubeginn:               | 8. Juni 1994                     |
| Bauzeit:                 | 1994 bis 1995                    |
| Konstruktion:            | Stabbogenbrücke ohne Windverband |
| Funktion/Nutzung:        | Straßenbrücke mit Geh-/Radweg    |
| Baustoff:                | Stahlbrücke                      |
| Koordinaten:             | 51° 35′ 26,8″ N, 12° 34′ 48,8″ O |
| Lage:                    | Bad Düben                        |
| Gewässer:                | Mulde                            |
| Verkehrslast:            | Brückenklasse 60/30 (DIN 1072)   |
| Baustoff Fahrbahnträger: | Stahl                            |
| Baustoff Bögen:          | Stahl                            |
| Baustoff Widerlager:     | Stahlbeton                       |
| Baukosten:               | 4,2 Millionen DM                 |
| Baukosten pro m²:        | 4.600 DM                         |

| Gesamtlänge:                  | 71,40 m    |
| Bogenspannweite:              | 70,20 m    |
| Brückenfläche                 | 913 m²     |
| Fahrbahnbreite (gesamt):      | 2 × 3,75 m |
| Gehwegbreite:                 | 2 × 2,75 m |
| Kreuzungswinkel:              | 100 gon    |
| Bogen Pfeilhöhe:              | 12,275 m   |
| Fahrbahnträger Überbauhöhe:   | 1,255 m    |
| Fahrbahnträger Überbaubreite: | 14,74 m    |

#### Flutbrücke
Die ebenfalls 1994/1995 erbaute Flutbrücke erstreckt sich von der Muldebrücke circa 336 m in westliche Richtung. Da die Mulde vor der Brücke einen Bogen schlägt, dient die Muldenaue mit ihren Feuchtwiesen bei Hochwasser als Überschwemmungsgebiet. Unter der Flutbrücke kann das Wasser so ungehindert durchfließen.